# 5-й танковый корпус
5-й танковый Двинский корпус (сокращённое наименование (5-й тк) — общевойсковое оперативно-тактическое соединение (танковый корпус) РККА СССР во время Великой Отечественной войны.

## История
Сформирован в Московской области в апреле 1942 года на базе остатков танковых частей, находившихся в тылу после тяжёлых боёв.
С 25 по 30 октября 1943 года в состав корпуса были переданы 210 Т-34, 12 СУ-152, 16 СУ-85 и 21 СУ-76 из танковой колонны «За Нашу Победу».
В 1945 г. корпус переформирован в 5-ю танковую дивизию, которая дислоцировалась в польском городе Белосток. В 1947 году дивизия была расформирована.

## В составе действующей армии
- с 16 апреля 1942 по 13 августа 1943 года
- с 31 октября 1943 по 14 ноября 1944 года
- с 23 марта по 11 мая 1945 года

## Командование

### Командиры
- генерал-майор танковых войск Семенченко Кузьма Александрович (с 19 апреля по 30 декабря 1942 года);
- полковник, генерал-майор танковых войск Сахно Михаил Гордеевич (с 1 января 1943 по 1 октября 1944 года);
- полковник Бабицкий Яков Евсеевич (со 2 октября 1944 по 20 января 1945 года);
- врид полковник Бородавкин Василий Константинович (с 30 октября по 12 декабря 1944 года)
- полковник Колесников Иван Михайлович (с 21 января по 9 мая 1945 года)

### Военные комиссары корпуса
С конца 1942 года — заместитель командира корпуса по политической части:
- полковой комиссар, полковник Костылев, Александр Михайлович

### Начальники штаба корпуса
- полковник Зелинский, Василий Петрович (с 18 апреля 1942 по 14 января 1943 года);
- подполковник, полковник Бабицкий, Яков Евсеевич (с 14 января 1943 по 11 мая 1945 года)

### Начальники политотдела
- старший батальонный комиссар, Чужайкин, Антон Павлович (с 18 марта по 16 июня 1943 года);
- полковник Костылев, Александр Михайлович (с 16 июня 1943 по 18 марта 1944 года);
- полковник Вдовиченко, Фёдор Корнеевич (с 23 марта 1944 по 14 июля 1945 года)

## Состав корпуса
- Управление корпуса
- 24-я танковая Краснознамённая, ордена Суворова бригада
- 41-я танковая Краснознамённая бригада
- 70-я танковая Рижская ордена Суворова бригада
- 5-я мотострелковая Краснознамённая бригада
- 2-й отдельный гвардейский танковый Полоцкий Краснознамённый полк
- 1261-й самоходно-артиллерийский полк
- 1515-й самоходно-артиллерийский Краснознамённый полк
- 509-й лёгкий артиллерийский полк
- 277-й миномётный полк
- 1708-й зенитный артиллерийский полк
- 47-й отдельный гвардейский миномётный ордена Красной Звезды дивизион
- 731-й истребительно-противотанковый артиллерийский дивизион
- 92-й отдельный мотоциклетный Краснознамённый батальон

Части управления корпуса:
- 704-й отдельный ордена Красной Звезды[3] батальон связи, с 24.04.1943
- 188-й отдельный сапёрный ордена Красной Звезды[3] батальон, с 25.05.1943
- 65-я отдельная рота химической защиты, с 28.07.1943
- 5-я отдельная автотранспортная рота подвоза ГСМ, с 23.06.1943
- 89-я подвижная ремонтная база, с 01.06.1942
- 109-я подвижная ремонтная база, с 01.06.1942
- авиационное звено связи, с 25.05.1943
- 54-й полевой автохлебозавод, с 25.05.1943
- 1934-я полевая касса Госбанка

## Вышестоящие воинские части
| Дата            | Фронт (округ)             | Армия             |
| --------------- | ------------------------- | ----------------- |
| 01.05.1942 года | Западный фронт            |                   |
| 01.09.1942 года | Западный фронт            | 33-я армия        |
| 01.10.1942 года | Западный фронт            |                   |
| 01.08.1943 года | Брянский фронт            |                   |
| 01.09.1943 года | Московский военный округ  |                   |
| 01.11.1943 года | 2-й Прибалтийский фронт   |                   |
| 01.12.1943 года | 1-й Прибалтийский фронт   | 4-я ударная армия |
| 01.03.1944 года | 1-й Прибалтийский фронт   |                   |
| 01.05.1944 года | 2-й Прибалтийский фронт   |                   |
| 01.12.1944 года | Белорусский военный округ |                   |
| 01.04.1945 года | Резерв Ставки ВГК         |                   |

## Награды корпуса
- «Двинский» — почётное наименование присвоено приказом Верховного Главнокомандующего № 0253 от 9 августа 1944 года за отличие в боях за овладение городом Даугавпилс (Двинск).

(Танковый фронт 1939—1945)

## Отличившиеся воины корпуса
- Дитюк, Корней Корнеевич, майор, командир мотострелкового батальона 5-й мотострелковой бригады.
- Машков, Роман Спиридонович, лейтенант, командир взвода разведки 5-й мотострелковой бригады.
- Мороз, Иван Николаевич, капитан, командир 3-го танкового батальона 41-й танковой бригады.
- Мякшин, Геннадий Александрович, старшина, командир отделения 5-й мотострелковой бригады.
- Орловский, Константин Иванович, капитан, командир танкового батальона 41-й танковой бригады.
- Романов, Семён Фёдорович, капитан, заместитель начальника штаба по оперативной работе 5-й мотострелковой бригады.
- Чубуков, Семён Исаакович, майор, командир 262-го танкового батальона, 70-й танковой бригады.